# Antonio Canevari
Antonio Canevari (Rim, 1681. — Napulj, 1764.), bio je talijanski arhitekt rokokoa i neoklasike, učitelj Nicole Salvija.
Canevari je bio učenik malo poznatog arhitekta Antonia Valerija. Canevari postaje poznat široj javnosti kada je između ostalih zajedno s Filippom Juvarrom i Nicolo Michettijem sudjelovau u artitetskom natjecanju za novu sakristiju Bazilike sv. Petra.
Canvari postaje član Accademie dell'Arcadia 1715, koja je osnovana 1690. Kralj Portugala, Ivan V. donirao je mali vrt akademiji. Vrt se nalazi u podnožju proplanka Janiculuma, i bio je zamišljen kao mjesto susreta članova Akademije. Canavari je dobio zadatak projektirati Bosco Parrasio.
Canevari odlazi u Lisabon 1732. gdje je nacrtao skice za nekoliko zgrada, koje su se kasnije urušile u potresu 1755. Canavari se vratio u Italiju 1732. gdje mu kralj Karlo III. daje zadatak uljepšti panoramu Napulja. 